# Henri Vercruysse-Bruneel

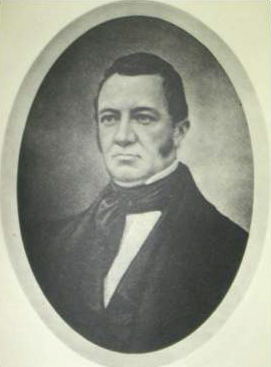

Henri Vercruysse-Bruneel (Kortrijk 14 februari 1789 - 4 maart 1857) was lid van het Belgisch Nationaal Congres.

## Levensloop
Henri Vercruysse was een gevestigde lijnwaadhandelaar. In 1811 was hij getrouwd met Marie-Josèphe Bruneel.
Hij speelde een rol bij de overgang naar het Belgisch koninkrijk. Vanaf 1828 was hij gemeenteraadslid van Kortrijk en in 1829 had hij met enkele anderen (de overheid noemde ze de acht belhamels van de petitie) de oppositie tegen het regime aangemoedigd. Einde augustus werd hij lid van het Kortrijkse 'Veiligheidscomité' dat de orde in de stad moest handhaven. Zo genoot hij enige bekendheid en kozen de Kortrijkzanen hem tot plaatsvervangend lid van het Nationaal Congres.
Pas op 21 mei 1831 werd hij lid, als opvolger van de ontslagnemende Leonard Van Dorpe en nam hij aan de laatste twee maanden van de Congreswerkzaamheden deel. Hij nam geen enkele keer het woord in de publieke zittingen. Hij was nauwelijks aanwezig en aan de beslissende stemmingen nam hij geen deel.
Bij de eerste verkiezing voor de vernieuwde provincieraad van West-Vlaanderen werd hij verkozen en bleef lid tot aan zijn dood. Hij behoorde er tot de katholieke opinie, maar speelde ook hier geen opvallende rol.
In de Kamer van Koophandel van Kortrijk was hij lid (vanaf 1837), ondervoorzitter (1841) en voorzitter (1851 tot aan zijn dood). In 1844 werd hij ook voorzitter van de Rechtbank van koophandel.